# Diplomàcia (pel·lícula)
Diplomàcia (títol original: Diplomatie) és una pel·lícula de drama històric franco-alemanya del 2014 dirigida per Volker Schlöndorff i adaptada de l'obra Diplomatie de Cyril Gély. Ambientada a París el 1944, ofereix un relat imaginari dels esforços del diplomàtic suec Raoul Nordling per evitar la destrucció de la ciutat pel general alemany Dietrich von Choltitz. La pel·lícula es va estrenar al 64è Festival Internacional de Cinema de Berlín el 12 de febrer de 2014. També es va projectar al Festival de Cinema de Telluride l'agost de 2014. Va guanyar el premi César a la millor adaptació a la 40a edició dels premis César. Està doblada i subtitulada al català.

## Argument
Mentre les Forces Aliades es mouen cap a París, Adolf Hitler ordena al general Dietrich von Choltitz que destrueixi la ciutat. Choltitz envia equips d'enginyeria per enderrocar els monuments famosos de la ciutat i desbordar la Sena, dirigits pel tinent Hegger i assessorats per un enginyer parisenc capturat anomenat M. Lanvin. Els punts de referència són la Torre Eiffel, el Louvre, la plaça de la Concòrdia, la catedral de Notre-Dame i els Invàlids.
El cònsol suec, Raoul Nordling, s'endinsa a l'oficina del general a l'hotel Meurice per mitjà d'una escala secreta construïda originalment per a una famosa cortesana que hi vivia. Assenyala la pèrdua de vides innocents si l'enderroc continua, i demana al general que no ho faci. El general no es veu influenciat i està decidit a complir amb el seu deure.
Els parisencs comencen a revoltar-se contra les patrulles alemanyes i la lluita omple els carrers. Choltitz revela que a través de la seva política de Sippenhaft, el govern nazi castiga les famílies dels oficials desobedients. Nordling intenta minimitzar-ne la importància, però Choltitz assenyala que es va promulgar just quan va ser promogut, el que significa que Hitler té els ulls posats en ell.
Nordling ofereix l'oportunitat a la Resistència francesa d'intentar evacuar la família de Choltitz. Confessa que no podria triar entre salvar la seva família i salvar París, si estigués en la posició de Choltitz. Tanmateix, si tria París, el món el recordarà com un heroi. Choltitz cedeix i cancel·la l'enderroc. El tinent Hegger intenta fer-ho de totes maneres, però Lanvin li dispara.
Després de la caiguda de l'Alemanya nazi, Choltitz compleix una condemna de dos anys de presó per les seves accions anteriors durant el setge de Sebastopol. Nordling rep una medalla per la seva persuasió de Choltitz a París, però li dona a Choltitz, reconeixent-lo com el veritable heroi.

## Repartiment
- André Dussollier com a Raoul Nordling
- Niels Arestrup com a General von Choltitz
- Burghart Klaußner com a Hauptmann Werner Ebernach
- Robert Stadlober com a Leutnant Bressensdorf
- Jean-Marc Roulot com a Jacques Lanvin

## Recepció crítica
La pel·lícula va ser ben rebuda per la crítica. L'agregador de ressenyes Rotten Tomatoes informa que el 93% dels 45 crítics van donar a la pel·lícula una crítica positiva, amb una valoració mitjana de 7,4/10. El consens del lloc afirma que "Per als espectadors que valoren el desenvolupament del personatge i el diàleg intel·ligent per sobre de la trama, Diplomàcia ofereix recompenses riques i poderosament actuades".
Brenda Benthien de kinocritics.com va jutjar que el "tour-de-force teatral" va ser "un Sant Valentí per a l'estimat París de Schlöndorff".